# Zielone partnerstwo miast
Zielone partnerstwo miast	(ang. Green Twinning) – partnerstwo miast w Unii Europejskiej, którego celem jest niwelowanie zróżnicowania kompetencji energetycznych pomiędzy poszczególnymi miastami w danych krajach Europy poprzez promocję efektywnej i odnawialnej energetyki rozproszonej.

Ideą projektu zielonych gmin bliźniaczych (Green Twinning czyli „Budowanie kompetencji i wymiana doświadczeń w zakresie strategii zrównoważonego rozwoju energetycznego w miastach”, współfinansowanego z programu Inteligentna Energia dla Europy) jest, aby gminy z krajów o niskim poziomie rozwoju zrównoważonej energetyki, w Polsce, Bułgarii, Grecji, Słowenii czy Rumunii zacieśniały współpracę z gminami w krajach mających już doświadczenia na tym polu. Z Polski w projekcie uczestniczy 7 gmin, które pragną podnieść swoje kompetencje w zakresie planowania energetycznego i wdrażania działań proenergetycznych: Jarocin, Kościerzyna, Lubin, Lublin, Pałecznica, Piaseczno oraz Śrem.

Koordynatorem projektu w Polsce jest PNEC - Stowarzyszenie Gmin Polska Sieć „Energie Cités”.

Projekt Green Twinning trwa od kwietnia 2012 r. do marca 2014 r., a uczestniczy w nim 10 partnerów z 6 krajów europejskich. W sumie 37 miast i gmin z nowych Państw Członkowskich UE dzięki międzynarodowym warsztatom i szkoleniom, wymianie personelu, podróżom studyjnym, wsparciu krajowych koordynatorów i punktu doradczego (tzw. helpdesku.) uzyskuje wiedzę i pomoc w podjęciu oraz wypełnianiu zobowiązań sygnatariuszy Porozumienia Burmistrzów

W ramach projektu Green Twinning w lipcu 2013 r. dwie polskie gminy – sygnatariusze Porozumienia – nawiązały współpracę twinningową z miastami hiszpańskimi, które stawiają czoła podobnym wyzwaniom: Kościerzyna z Padul i Piaseczno z Guadix. Zawarte umowy twinningowe pomogą im rozwijać współpracę umożliwiającą wzmocnienie kompetencji administracyjnych niezbędnych do osiągnięcia celów Porozumienia Burmistrzów – opracowania i realizacji Planów działań na rzecz zrównoważonej energii – SEAPów.